# Les Engagés (parti politique)
Pour les articles homonymes, voir Les Engagés.
Les Engagés est un parti politique belge francophone centriste et social-libéral. Il est présidé par Yvan Verougstraete depuis le 13 avril 2025.
Il est né de la scission du Parti social-chrétien, opérée en 1968. Il représente la branche francophone de l'ancien parti. Il va dans un premier temps garder le nom de Parti social-chrétien (PSC). En 2002, il change une première fois de nom pour se nommer le Centre démocrate humaniste (cdH). C'est en 2022 qu'il désigne son nom actuel : Les Engagés. 
Il est représenté aux parlements fédéral, wallon, bruxellois, francophone, germanophone (via le CSP) et européen. 
Il participe depuis 2024 au gouvernement fédéral, ainsi qu'aux gouvernements wallon et francophone (qu'il préside). 

## Historique

### 1968-2001:Parti social-chrétien(PSC)
Le PSC, fondé par Charles Piton, est issu de la scission du PSC-CVP unitaire en une aile francophone et une aile néerlandophone à la suite de l'affaire de Louvain. La crise de Louvain de 1968, née de la volonté flamande d'expulser la section francophone de l'université catholique de Louvain, conduit en effet le PSC à s'imposer comme parti francophone autonome. Depuis 1972, le PSC et le CVP sont deux partis totalement indépendants.
Depuis qu'il est autonome, le PSC s'affirme comme un parti au fonctionnement démocratique. En 1969, le PSC est le premier parti belge à introduire l'élection de son président national, de ses présidents d'arrondissements et de ses présidents de sections locales au suffrage universel de l'ensemble de ses membres. Le PSC ne cesse de renforcer la démocratie interne en organisant de nombreux débats largement ouverts sur les problèmes d'actualité et en consacrant des efforts importants à la formation de ses responsables.[réf. nécessaire]
Jusque dans les années 1990, le PSC est le pivot des coalitions gouvernementales avec un score situé généralement entre 20 et 25 %.
Paul Wynants estime qu'au terme des années 1990, le parti « a largement manqué sa déconfessionnalisation, pourtant annoncée dès 1945 ». Ses cadres, son noyau d’électeurs fidèles se caractérisent, selon lui, par leur proximité avec le catholicisme, alors que l’influence de ce courant diminue dans la société du fait de la sécularisation. Au regard des jeunes générations, il est porteur d’une image désuète, faute d’avoir suffisamment adapté son message aux nouveaux enjeux idéologiques.
Pendant des décennies, le PSC a été le canal électoral du réseau institutionnel catholique. Il défend et promeut les intérêts de ce pilier dans divers secteurs d’activités, comme l’enseignement, la santé, la culture, l’action sociale ou la coopération au développement. Néanmoins, progressivement, certaines de ses composantes ont évolué au point d’abandonner toute référence chrétienne. Afin d’assurer la permanence du christianisme social au pouvoir, le parti est demeuré dans une position centrale sur l’échiquier politique : « avec l’appui des chrétiens démocrates flamands, celle-ci consiste à choisir des partenaires de majorité successifs, en pratiquant un jeu de bascule entre libéraux et socialistes. » Si ce positionnement est avantageux en termes d’influence, il génère, toutefois, un déficit d’image : « le PSC donne l’impression d’incarner un « centre mou », qui se dilate vers le centre-gauche ou vers le centre-droit selon les opportunités ».
Aux élections régionales et législatives de 1999, le parti connaît de très mauvais résultats lors des différents scrutins. Pour la première fois depuis 1958, il est totalement écarté du pouvoir, tant à l’échelon fédéral que dans les différentes entités fédérées. Cette crise est en partie due à deux faits externes, mais extrêmement médiatisés : l'affaire Dutroux et la crise de la dioxine. Joëlle Milquet devient la nouvelle présidente du PSC. Le 9 juin 2001, le congrès du PSC approuve la Charte de l'Humanisme.

### Depuis 2022:Les Engagés
Le cdH acte son changement de dénomination  le 12 mars 2022 lors d’un congrès à Bruxelles, à la suite d'une réflexion de deux ans.
À travers le Manifeste pour une Société régénérée, Les Engagés décrivent leur vision et une série de propositions dont certaines sont en rupture avec la ligne de l’ancien CDH.
Ce changement de cap a été accompagné de départs et d’arrivées de personnalités politiques. Parmi les nouveaux visages : celui d’Yvan Verougstraete, fondateur de la chaîne de pharmacie Medi-Market, élu Manager de l’année en 2019 ou celui d’Anne Pirson, ancienne rédactrice en chef de Matélé.
En mai 2022, Maxime Prévot annonce son intention de rempiler à la tête du parti. Il doit affronter Marc-Antoine Mathijsen, ancien membre du CDF. Maxime Prévot est réélu le mois suivant avec 81,7% des voix.
Le 10 octobre 2022, Véronique Lefrancq, députée bruxelloise, annonce quitter Les Engagés, se sentant orpheline politiquement. D'autres élus du parti annoncent leur souhait de ne pas se représenter aux élections fédérales et régionales de 2024 : Alda Greoli (parlementaire régionale et ancienne ministre), Catherine Fonck (parlementaire fédérale, ancienne secrétaire d'État et ancienne ministre régionale) ou encore André Antoine (sénateur et ancien ministre régional)
En 2023 et 2024, plusieurs personnalités publiques rejoignent les Engagés. Certaines sont issues du MR : c'est le cas de l'ancien ministre wallon Jean-Luc Crucke, de l'ancienne parlementaire wallonne Lyseline Louvigny ou encore de l'échevine Axelle Chantry. D'autres en revanche sont issues de la société civile : Olivier de Wasseige (ancien administrateur délégué de l'Union wallonne des entreprises), Yves Coppieters (épidémiologiste), Jean-Jacques Cloquet (ancien administrateur délégué de l'aéroport de Charleroi), Vincent Blondel (recteur de l'Université catholique de Louvain) et Armelle Gysen (journaliste et animatrice télé). D'autres enfin étaient déjà actives en politique, mais sans apparentement : le bourgmestre de Vresse-sur-Semois Arnaud Allard, celui de Daverdisse Maxime Léonet...

## Idéologie

### Historiquement
1. Le PSC s’est revendiqué de la démocratie chrétienne[26].
2. Le cdH s’est réclamé du centrisme et du personnalisme chrétien d'Emmanuel Mounier[27].
3. Les Engagés se réclament de l’humanisme régénéré appelé de ses vœux par le sociologue et philosophe Edgar Morin[28], gommant ainsi leur référence chrétienne historique.

Il a été un des principaux représentants de la démocratie chrétienne belge, avec le CD&V. En 2014, Philippe Walkowiak évoque « un atavisme social-chrétien » de ce parti qui a abandonné la référence chrétienne.

### Positionnement
Durant la campagne électorale de 2019, le centre d'études RePresent — composé de politologues de cinq universités (UAntwerpen, KU Leuven, VUB, UCLouvain et ULB) — a étudié les programmes électoraux des treize principaux partis politiques belges. Cette étude a classé les partis sur deux axes « gauche-droite », de « - 5 » (extrême-gauche) à « 5 » (extrême-droite) : un axe socio-économique « classique », qui fait référence à l'intervention de l'État dans le processus économique, et au degré suivant lequel l'État doit assurer une égalité sociale, et un axe socio-culturel, qui fait référence à un clivage articulé autour d'une opposition identitaire autour de thèmes comme l'immigration, l'Europe, la criminalité, l'environnement, l'émancipation, etc.
Le cdH présente alors un programme plutôt centriste (- 1,04) sur le plan socio-économique, et de centre-gauche (- 1,83) sur le plan socio-culturel,.
Le centre RePresent réitère l'exercice durant la campagne électorale de 2024, pour les douze principaux partis. Le positionnement du parti – renommé « Les Engagés » en 2022 – s'est déplacé vers la droite, devenant le parti le plus au centre de l'échiquier politique belge, tant sur l'axe économique (0,24) que sur l'axe socio-culturel (- 0,77).

## Courants internes
Le parti, comme son prédécesseur catholique, est traversé par des courants internes. L’affrontement entre ceux-ci est particulièrement fort jusque dans les années 1970-1980.

### Conservateurs
Le parti est perçu comme historiquement lié aux valeurs conservatrices, notamment au point de vue sociétal. Depuis la présidence de Joëlle Milquet, le mouvement a tenté de se dégager de cette image. Jusqu’en 1982, ce courant est fortement représenté par le CEPIC, lié à des organisations d’extrême droite. L’aile droite, bien que déforcée, reste néanmoins présente.

### Libéraux
Les libéraux sont représentés par différentes personnalités, telles que le président du parti, Maxime Prévot ou Jean-Luc Crucke, qui a rejoint le parti en 2023 (en devenant directement vice-président) en provenance du Mouvement réformateur. Ceux-ci sont généralement perçus comme compatibles avec le Mouvement réformateur, principale fédération libérale en Belgique francophone.

### Démocrates-chrétiens
Les démocrates-chrétiens forment l’aile gauche du parti. S’opposant durant les années 1970 aux forces de droite conservatrice au sein du PSC, le CEPIC, ceux-ci voient leur influence s’éroder lentement, jusqu’à être considérée « moribondes » par La Libre Belgique en 2015.

## International

### Union européenne
Les Engagés ont longtemps été membres, tout comme leur parti frère le CD&V, du Parti populaire européen.
À l'issue des élections européennes de 2024, Les Engagés rejoignent le groupe Renew Europe. Cela traduit un rapprochement avec le centre-droit libéral, observé particulièrement au niveau régional. En effet, Les Engagés y forment un gouvernement avec le Mouvement Réformateur, lui aussi membre de Renew Europe. Il fait élire à cette occasion un député européen, Yvan Verougstraete.

### Union Benelux
Le parti est membre du GPC au Parlement du Benelux.

## Structure

### Présidents
| Portrait | Nom                | Mandat          | Mandat         | Mandat             | Remarques                                                                       |
| Portrait | Nom                | Début           | Fin            | Durée              | Remarques                                                                       |
| -------- | ------------------ | --------------- | -------------- | ------------------ | ------------------------------------------------------------------------------- |
|          | Maxime Prévot      | 26 janvier 2019 | 3 février 2025 | (6 ans et 8 jours) | Bourgmestre de Namur (2012-2025) Ministre des Affaires étrangères (depuis 2025) |
|          | Yvan Verougstraete | 3 février 2025  | En fonction    | 5 mois et 19 jours | Député européen (depuis 2024)                                                   |

## Résultats électoraux

### Parlement fédéral

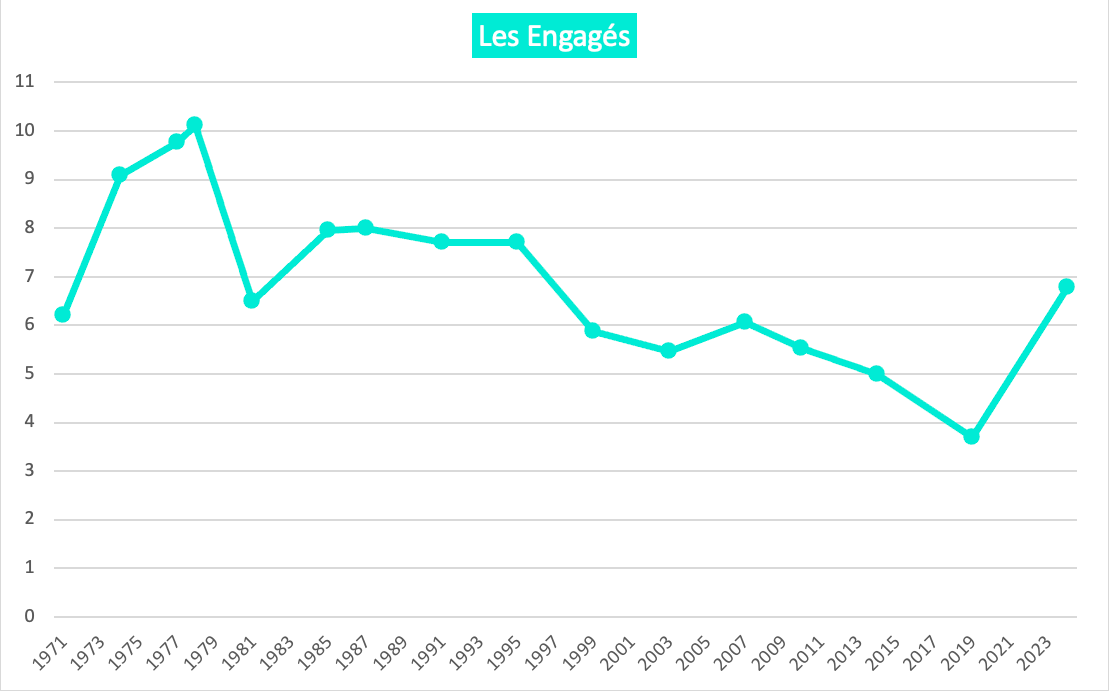
Evolution des résultats électoraux à la Chambre des Représentants

| Année | Chambre des représentants | Chambre des représentants | Chambre des représentants | Sénat             | Sénat             | Sénat             | Gouvernement                                            |
| Année | Voix                      | %                         | Sièges                    | Voix              | %                 | Sièges            | Gouvernement                                            |
| ----- | ------------------------- | ------------------------- | ------------------------- | ----------------- | ----------------- | ----------------- | ------------------------------------------------------- |
| 1971  | 327 393                   | 6,20                      | 15 / 212                  | Voir PSC unitaire | Voir PSC unitaire | Voir PSC unitaire | Eyskens V, Leburton I, Leburton II                      |
| 1974  | 478 209                   | 9,09                      | 22 / 212                  | 430 512           | 10                | 10 / 106          | Tindemans I, Tindemans II, Tindemans III                |
| 1977  | 545 055                   | 9,77                      | 24 / 212                  | 522 613           | 9,46              | 11 / 106          | Tindemans IV, Vanden Boeynants II                       |
| 1978  | 560 440                   | 10,12                     | 25 / 212                  | 535 939           | 9,78              | 12 / 106          | Martens I, Martens II, Martens III, Martens IV, Eyskens |
| 1981  | 390 896                   | 6,49                      | 18 / 212                  | 414 733           | 6,95              | 8 / 106           | Martens V                                               |
| 1985  | 482 254                   | 7,95                      | 20 / 212                  | 475 119           | 7,93              | 10 / 106          | Martens VI, Martens VII                                 |
| 1987  | 491 908                   | 8                         | 19 / 212                  | 474 370           | 7,8               | 8 / 106           | Martens VIII, Martens IX                                |
| 1991  | 476 730                   | 7,7                       | 18 / 212                  | 483 961           | 7,9               | 9 / 106           | Dehaene I                                               |
| 1995  | 469 101                   | 7,7                       | 12 / 150                  | 434 492           | 9,4               | 3 / 40            | Dehaene II                                              |
| 1999  | 365 318                   | 5,87                      | 10 / 150                  | 374 002           | 6,04              | 3 / 40            | Opposition                                              |
| 2003  | 359 660                   | 5,47                      | 8 / 150                   | 362 705           | 5,54              | 2 / 40            | Opposition                                              |
| 2007  | 404 077                   | 6,06                      | 10 / 150                  | 390 852           | 5,90              | 2 / 40            | Verhofstadt III, Leterme I, Van Rompuy et Leterme II    |
| 2010  | 360 441                   | 5,53                      | 9 / 150                   | 331 870           | 5,13              | 2 / 40            | Di Rupo                                                 |
| 2014  | 336 184                   | 4,98                      | 9 / 150                   | N/A               | N/A               | 4 / 60            | Opposition                                              |
| 2019  | 250 861                   | 3,70                      | 5 / 150                   | N/A               | N/A               | 2 / 60            | Opposition                                              |
| 2024  | 472 755                   | 6,77                      | 14 / 150                  | N/A               | N/A               | 5 / 60            | De Wever                                                |

### Entités fédérées

#### Parlement wallon
| Année | Voix    | %     | Sièges  | Gouvernement                               |
| ----- | ------- | ----- | ------- | ------------------------------------------ |
| 1995  | 407 741 | 21,56 | 16 / 75 | Collignon II                               |
| 1999  | 325 229 | 17,07 | 14 / 75 | Opposition                                 |
| 2004  | 347 348 | 17,62 | 14 / 75 | Van Cauwenberghe II, Di Rupo II, Demotte I |
| 2009  | 323 952 | 16,44 | 13 / 75 | Demotte II                                 |
| 2014  | 310 513 | 15,17 | 13 / 75 | Magnette, Borsus                           |
| 2019  | 223 775 | 11    | 10 / 75 | Opposition                                 |
| 2024  | 427 167 | 20,66 | 17 / 75 | Dolimont                                   |

#### Parlement de la Région de Bruxelles-Capitale
Depuis la création de l’institution qui comptait 75 sièges jusqu’en 2004, et 89 sièges depuis 2004 (dont 72 sièges alloués aux listes francophones).
| Année | Voix   | %     | Sièges  | Gouvernement          |
| ----- | ------ | ----- | ------- | --------------------- |
| 1989  | 51 904 | 11,85 | 9 / 75  | Picqué I              |
| 1995  | 38 244 | 9,26  | 7 / 75  | Opposition            |
| 1999  | 33 815 | 14,08 | 6 / 75  | Opposition            |
| 2004  | 55 078 | 14,08 | 10 / 89 | Picqué III            |
| 2009  | 60 527 | 14,8  | 11 / 89 | Picqué IV, Vervoort I |
| 2014  | 48 012 | 11,74 | 9 / 89  | Vervoort II           |
| 2019  | 29 436 | 7,58  | 6 / 89  | Opposition            |
| 2024  | 41 640 | 10,7  | 8 / 89  | En cours              |

#### Parlement de la Communauté germanophone
Résultats du Christisch Soziale Partei (CSP), parti lié aux Engagés.
| Année | %     | Sièges  |
| ----- | ----- | ------- |
| 1990  | 33,60 | 8 / 25  |
| 1995  | 35,93 | 10 / 25 |
| 1999  | 34,78 | 9 / 25  |
| 2004  | 32,79 | 8 / 25  |
| 2009  | 27,02 | 7 / 25  |
| 2014  | 24,86 | 7 / 25  |
| 2019  | 23,14 | 6 / 25  |
| 2024  | 19,8  | 5 / 25  |

### Conseils provinciaux
| Année | Brabant Wallon | Hainaut | Liège   | Luxembourg | Namur   |
| ----- | -------------- | ------- | ------- | ---------- | ------- |
| 2006  | 9 / 56         | 15 / 84 | 15 / 84 | 22 / 56    | 14 / 56 |
| 2012  | 5 / 37         | 6 / 56  | 8 / 56  | 14 / 37    | 8 / 37  |
| 2018  | 3 / 37         | 4 / 56  | 6 / 56  | 14 / 37    | 6 / 37  |
| 2024  | 10 / 37        | 11 / 56 | 12 / 56 | 18 / 37    | 14 / 43 |

### Parlement européen
Résultats dans le collège francophone.
| Année | %     | Sièges |
| ----- | ----- | ------ |
| 1979  | 21,2  | 3 / 11 |
| 1984  | 19,5  | 2 / 11 |
| 1989  | 18,8  | 2 / 11 |
| 1994  | 18,8  | 2 / 10 |
| 1999  | 13,1  | 1 / 10 |
| 2004  | 15,1  | 1 / 9  |
| 2009  | 13,3  | 1 / 8  |
| 2014  | 11,4  | 1 / 8  |
| 2019  | 8,9   | 1 / 8  |
| 2024  | 14,28 | 1 / 8  |

## Organisation

### Centre d'études
Le Centre Démocrate Humaniste possède un centre d'études baptisé Centre d’études politiques économiques et sociales (CEPESS).
Le CEPESS a pour finalité « d’encourager et d’aider le monde politique et la société dans son ensemble à redonner un visage humain au développement ». Il a pour mission d’inscrire l’action politique, économique et citoyenne sur la voie du « développement humain », un nouveau projet de société, porté par le cdH, qui place l’être humain, la qualité de vie et le vivre-ensemble, comme finalités ultimes du développement.

### Mouvement de jeunesse
Le Centre Démocrate Humaniste reconnaît les Jeunes cdH comme son mouvement de jeunesse. Ce mouvement se gère de façon autonome, sans intervention du cdH dans son fonctionnement interne mais s'associent parfois avec le parti dans différentes actions et campagnes. Ils sont également membres des Jeunes du Parti populaire européen.
En mars 2022, à la suite de la refonte du cdH en Les Engagés, les Jeunes cdH deviennent Génération engagée.

## Sièges

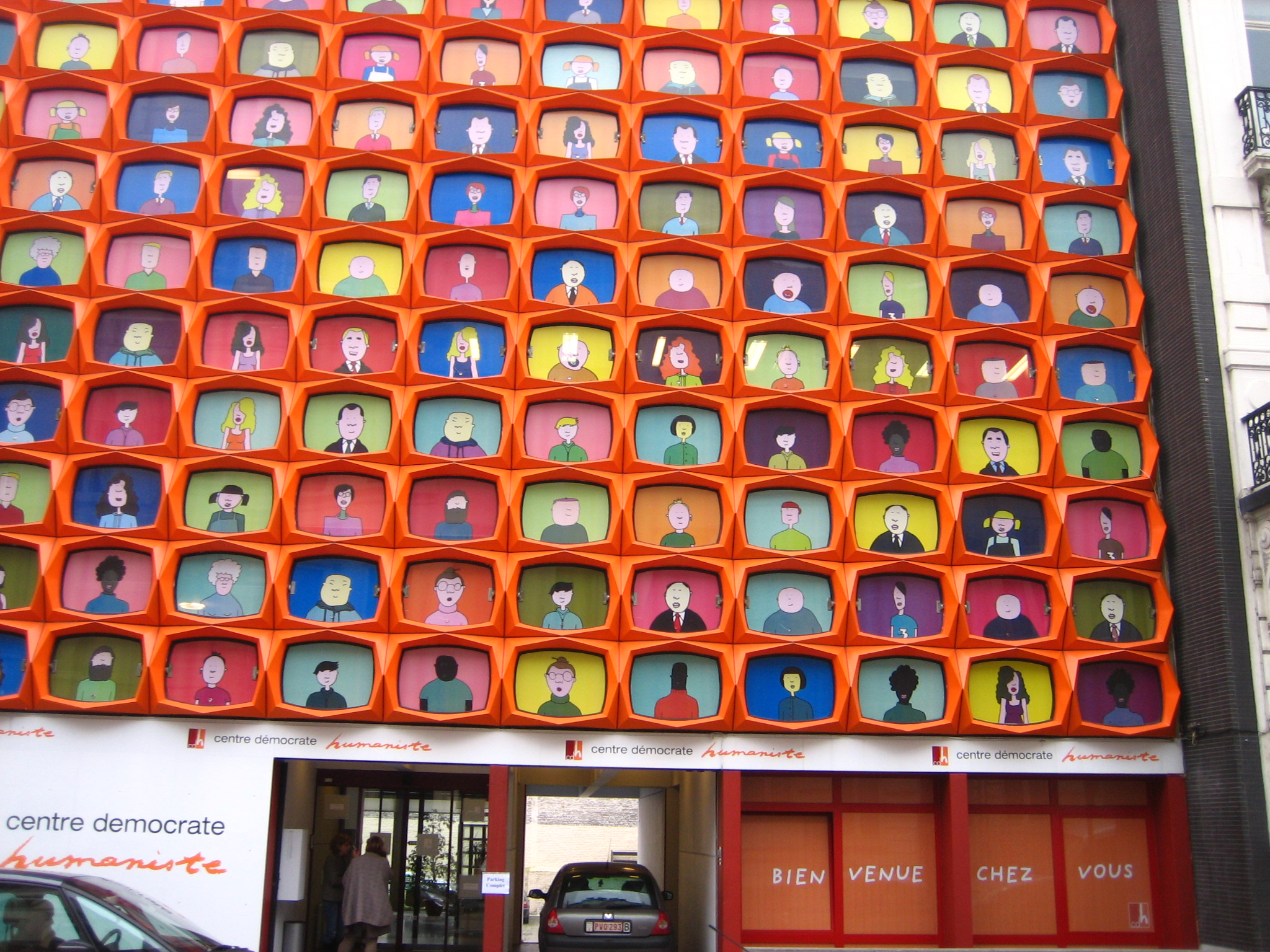
Ancien siège du cdH

Le cdH occupe jusqu’en 2020 un bâtiment de six étages situé 41-43 rue des Deux-Églises à Bruxelles, cet immeuble de bureaux a été conçu dans un style moderniste conçu par les architectes René Aerts et Paul Ramon en 1966. Il est caractérisé par l'apparence de sa façade, composée par des éléments préfabriqués de couleur orange rappelant des écrans de télévision.
Le parti se sépare en 2020 de son siège historique pour des locaux plus petits. Il occupe depuis lors un étage d'un bâtiment situé au 123 rue du Commerce à Bruxelles

## Identité visuelle

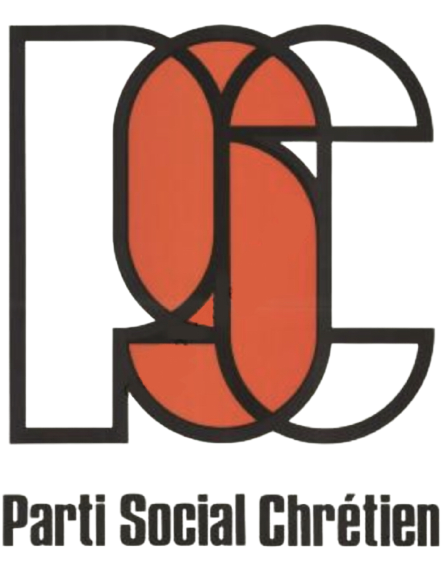
Logotype utilisé durant les années 1980
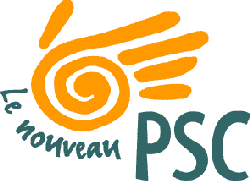
Logotype utilisé durant les années 1990
Logotype utilisé de 2002 à 2022
Logotype utilisé à partir de 2022

## Personnalités liées au LE/cdH/PSC
- William Ancion
- André Antoine
- Josy Arens
- André du Bus de Warnaffe
- Christian Brotcorne
- Benoît Cerexhe
- Michel Coenraets
- Yves Coppieters
- Francis Delpérée
- Anne Delvaux
- Georges Dallemagne
- Jean-Pierre Detremmerie
- Élisabeth Degryse
- François Desquesnes
- Carlo Di Antonio
- Benoît Drèze
- Marc Elsen
- Jacques Étienne
- Hamza Fassi-Fihri
- Catherine Fonck
- Céline Fremault
- Alfred Gadenne
- Joseph George
- Alda Greoli
- Denis Grimberghs
- Pierre Harmel
- Michel de Lamotte
- Raymond Langendries
- David Lavaux
- Michel Lebrun
- Benoît Lutgen
- Guy Lutgen
- Vanessa Matz
- Joëlle Milquet
- Philippe Maystadt
- Pierre Migisha
- Charles-Ferdinand Nothomb
- Clotilde Nyssens
- Mahinur Özdemir
- Josly Piette
- Jean-Pol Poncelet
- Maxime Prévot
- Jean-Paul Procureur
- Joël Riguelle
- Véronique Salvi
- Marie-Martine Schyns
- Marie-Dominique Simonet
- Louis Smal
- Henri-François Van Aal
- Jean-Jacques Viseur
- Melchior Wathelet (père)
- Melchior Wathelet (fils)
- Brigitte Wiaux